# 高田熊野神社 (茅ヶ崎市)
熊野神社（くまのじんじゃ）は神奈川県茅ヶ崎市高田にある神社。大岡越前守忠相の一族ゆかりの神社。

## 由緒
（由緒節の主要な出典は神奈川県神社庁ウェブサイト）
熊野神社は当時の相模国高座郡高田村の地頭であった大岡美濃守忠高（大岡忠相の実父）が万治元年（1658年）に紀伊国牟婁郡の熊野本宮大社から高田村に分祀し、熊野神社を創建したといわれる。現在の社殿は昭和2年（1927年）に再建されたもの。
摂末社の日枝神社は享保5年（1720年）、大岡氏が近江国滋賀郡坂本の日吉大社から勧請されたもので、古くは山王山と呼ばれる丘隆地に建てられていたが、のちに熊野神社境内に移された。

## 祭神
- 熊野大神
- 櫛御気野命
- 天神七座地神五座
- 大山咋命（日枝神社祭神）

## 境内社
- 日枝神社

## 交通
- JR東日本：茅ケ崎駅北口より、文教大学行きバスに乗り、高田で下車。徒歩3分。

## 祭事
- 歳旦祭（年賀祭）：1月1日
- 浜降祭：7月14日
- 例祭：9月第2日曜日

## 関連文献
- 「大庭庄 高田村 熊野社」『大日本地誌大系』 第38巻新編相模国風土記稿3巻之61村里部高座郡巻之3、雄山閣、1932年8月。NDLJP:1179219/150。